# Gerolamo Felice Lodron

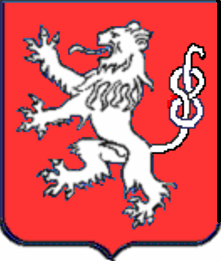
Stemma dei Lodron

Conte Gerolamo Felice Lodron (1580 – 13 agosto 1658) è stato un nobile italiano residente a Concesio, da non confondere con Gerolamo Conte Lodron "Barbarubra", reggente della contea di Lodron e condottiero imperiale.

## Biografia
Girolamo Felice fu il figlio postumo del conte Girolamo Lodron e della nobile Elena Fontanabona.
Sua moglie Giulia Zanetti († 1650), originaria di Brescia, fra 1602 e 1628 gli partorì sedici figli, di cui due divennero vescovi e cinque suore.
Tra le tredici figlie,
- tre si sposarono:
  - Lelia (* 1615), col conte Pietro Terlano;
  - Aurelia (* 1616), col Baron Giovanni Battista Prei;
  - Laura, col Baron Maffia Venier;
- cinque divennero suore:
  - Aurelia Carubina (* 1602), Maria (* 1604) e Silvia Maria (* 1614), suori al Convento S. Maria degli Angeli;
  - Margarita Jacinta (* 1617), divenuta Suor Gertrude a Salisburgo;
  - Elisabetta o Isabella (* 1621), dimessa nel Conventino di Concesio;
- altre cinque – Elena Ippolita (* 1619, morta infante), Ippolita Domicella (* 1620), Cecilia (* 1622), Hieronima (* 1623) e Silvia (1628–1669)– restarono nubili.

I tre figli furono
- Sebastiano Bartolomeo (*1601, † Concesio, 1643), ordinato nel 1621, principe vescovo di Gurk nella Carinzia (1630–1643) e consigliere intimo dell'imperatore
- Francesco Antonio (* 1614–1652), ordinato nel 1621, principe vescovo di Gurk (1643–1652)
- Nicolò Giorgio (* 1627), successore del feudo di Concesio e Muslone.

In risposta ad una richiesta dal padre Girolamo e dello zio Nicolò il doge Marino Grimani con lettera del 15 luglio 1598 confermò i diritti relativi a Concesio e Muslone conferiti dal doge Foscari a Giorgio (1400 – 1461) e Pietro Lodron (140?-1485)
Girolamo Felice visse a Concesio con magnificenza e benevolenza.
Morì il 13 agosto 1658 e fu sepolto nella cappella di San Rocco di Concesio.
Nicolò Giorgio, figlio di Gerolamo Felice, nel 1685, vendé i suoi diritti feudali su Concesio e Muslone a suo genere Silvio Buccelleni, terminando la presenza dei Lodrone a Concesio.

## Genealogia
Girolamo Felice fu il figlio di Girolamo Lodron († 1579/1580), sposato ad Elena Fontanabona e forse identico con Gerolamo Giovanni "Barbarossa" (1526-1579[?!]), il padre(?) di Gerolamo "Barbarubra" (1587[?!]-1658).
Girolamo († 1579) fu il figlio di Paride, discendente di Giorgio Lodron (1400 – 1461, figlio di Paride il Grande), che visse dal 1522 al 1566 risiedendo a Concesio.
Genealogia Paris - Girolamo+Nicolò - Paride arcivescovo secondo Balestrini
Paris il Grande (1388 – 1439)
/                        \
Giorgio (1400 – 1461)                     Pietro (140? – 1485)
|
Paride (1522 - 1566), a Concesio
    /                                     \
Girolamo (1500 circa – 1579)      Nicolò (1549 – 1621)
|                                            |
Girolamo Felice (1580–1658)     Paride arcivescovo (* 1586)
Genealogia Paris -- Nicolò - Paride - Nicolò - Paride arcivescovo secondo diverse fonti
Paris il Grande († 1439)
/        \
Giorgio (1400 – 1461)    Pietro (140? – 1485)
   |
Paride IV
/        \
   Agostino (* 1471)    Nicolò (* 1475)
/        \
Gasparo        Paride
    |
  Nicolò (* 1549 Castelnuovo, † 1621)
  /             \
Paride arcivescovo (* 1586)  Cristoforo
Balestrini fornisce date precise ma talvolta impossibili oppure improbabili. Quindi si può accettare che Girolamo Lodron († 1579) fu figlio d'un Paride (1522 - 1566) risiedendo a Concesio, fratello d'un Nicolò e padre d'un Girolamo Felice; ma c'è dubbio se Paride (1522 - 1566) e suo figlio Nicolò sono le stesse persone che Paride e Nicolò (* 1549), nonno e padre di Paride arcivescovo.